# Parachernes pulcher
Parachernes pulcher är en spindeldjursart som beskrevs av Volker Mahnert 1979. Parachernes pulcher ingår i släktet Parachernes och familjen blindklokrypare. Inga underarter finns listade i Catalogue of Life.